# Пісня про Тютюнника
Ця пісня оспівує не лише одну видатну особистість, а й все військо УНР, що протистояло ворожій окупації і до 1921 року вело боротьбу зі значно переважаючими силами більшовиків. Але особливе місце відведено особистості Юрія Тютюнника.
Юрій Йосипович Тютюнник — український військовий діяч часів УНР, деякий час —  генерал-хорунжий УНР, ініціатор та один з керівників Першого Зимового походу. Нагороджений Залізним Хрестом УНР за Зимовий похід і бої.

## Текст пісні
Гарматним димом розкотилися луни
І вітер степами гуде, гей,
Літає мов сокіл, кружляє Тютюнник.
Тютюнник на Київ іде.
Гей, гей, гей, гей |
Тютюнник на Київ іде | (2)
Напоїмо коней із синього Дону,
Самі нап'ємося з Дніпра, гей,
У Києві ворог, і жах охолоне
Героїв чакає сестра
Гей, гей, гей, гей |
Героїв чекає сестра | (2)
Тримайтесь, герої — за нами святий Юрій
У тяжкім нерівнім бою, гей,
Послав нас до бою, гей, Симон Петлюра
Боротись за матір свою
Гей, гей, гей, гей |
Боротись за матір свою | (2)
В нерівнім бою протремтіли гранати
І кулі степами прогули
Героїв походу відплакали мати.
Що як грізний вихор пройшли.
Гей, гей, гей, гей |
Що як грізний вихор пройшли | (2)
Гей прийде пора і година розплати,
Для ворога нагло впаде, гей, .
З мільйонами стане під Київ карати
Тютюнник з Сибіру прийде.
Гей, гей, гей, гей |
Тютюнник з Сибіру прийде | (2)

## Виконання
- «Пісня про Тютюнника» (Національна капела бандуристів України)